# The Big Con
The Big Con — приключенческая игра, разработанная студией Mighty Yell и выпущенная 31 августа 2021 на Windows. Издателем выступила компания Skybound Games.
1 июня 2022 года игра вышла на Nintendo Switch, а 31 августа 2023 она также появилась на PlayStation 4 и PlayStation 5.

## Игровой процесс
Задача игрока в каждой локации — собрать определённую сумму денег; после этого игрок может продолжить исследование локации или перейти на следующий уровень. Основной способ заработка — карманные кражи у неигровых персонажей. У каждого персонажа есть индикатор, показывающий количество денег. Сам процесс кражи представляет собой мини-игру, в которой необходимо остановить перемещающуюся по шкале стрелку таким образом, чтобы она указывала на подсвеченную область. Если игроку не удастся совершить карманную кражу, ему придётся спрятаться. Если игрок трижды попадётся на карманной краже, ему заняться перемоткой VHS-кассет, после чего он вернёт себе потерянные деньги. Другие способы заработка — сбор предметов для дальнейшей продажи в ломбарде и выполнение побочных квестов персонажей.

## Сюжет
Али — главная героиня, работающая в мамином магазине. Ей нужно собрать деньги, чтобы спасти магазин своей матери от банкротства.